# Tularemia
La tularemia, detta anche febbre dei conigli, è una patologia (zoonosi batterica) trasmessa all'uomo da roditori e lagomorfi (conigli e lepri) attraverso la puntura di parassiti quali zanzare e zecche (Ixodes ricinus), inalazione o ingestione ed è dovuta al batterio Francisella tularensis.

## Trasmissione e presentazione clinica

### Inoculazione
L'inoculazione avviene durante l'ingestione di sangue da parte del vettore. In tal caso la patologia interesserà prima la cute, poi i linfonodi che saranno soggetti a ulcerazione e rigonfiamento indolore. Dai linfonodi il batterio può giungere nel sangue e quindi provocare noduli granulomatosi a evoluzione suppurativa su tutti gli organi.

### Inalazione o ingestione
Nel caso in cui la trasmissione avvenga tramite inalazione o ingestione la patologia sarà rispettivamente polmonare e tifo-simile. Si tratta di un'infezione acuta che tende spesso a cronicizzare perché il batterio può nascondersi nei monociti e permanere in questi moltiplicandosi.

## Trattamento
La terapia prevede l'uso della streptomicina, ma anche gentamicina, doxiciclina e cloramfenicolo. Talora può rendersi necessaria l'asportazione chirurgica dei linfonodi colpiti.